# Беседское сельское поселение
Бесе́дское се́льское поселе́ние — упразднённое муниципальное образование в составе Волосовского района Ленинградской области. Административный центр — посёлок Беседа.
Последним главой поселения и главой администрации являлся Берлет Анатолий Леонтьевич.

## Географические данные
- Расположение: западная часть Волосовского района
- Граничит:
  - на севере — с Каложицким сельским поселением
  - на востоке — с Курским сельским поселением
  - на юге — с Сабским сельским поселением
  - на западе — с Кингисеппским районом
- По территории поселения проходят автомобильные дороги:
  - 41А-186 (Толмачёво — автодорога «Нарва»)
  - 41К-047 (Молосковицы — Кряково)
- Расстояние от административного центра поселения до районного центра — 45 км[2]
- По северной границе поселения проходит железная дорога Гатчина — Ивангород, имеется станция Ястребино

## История
В начале 1920-х годов в составе Ястребинской волости Кингисеппского уезда Санкт-Петербургской губернии был образован Беседский сельсовет. В августе 1927 года Беседский сельсовет вошёл в состав Молосковицкого района Ленинградской области. В ноябре 1928 года к Беседскому сельсовету присоединён Недолбицкий сельсовет и часть Смолеговицкого сельсовета. 
20 сентября 1931 года после ликвидации Молосковицкого района сельсовет вошёл в состав Волосовского района, несколько населённых пунктов переданы в состав вновь образованного Смолеговицкого национального (эстонского) сельсовета. 
По состоянию на 1933 год в Беседский сельсовет входило 10 населённых пунктов, население — 1339 чел.. 
16 июня 1954 года в результате укрупнения Беседский сельсовет был объединен с Хотыницким сельсоветом в Каложицкий сельсовет.
По данным 1990 года Беседский сельсовет был вновь образован путём выделения из Каложицкого сельсовета.
18 января 1994 года постановлением главы администрации Ленинградской области № 10 «Об изменениях административно-территориального устройства районов Ленинградской области» Беседский сельсовет, также как и все другие сельсоветы области, преобразован в Беседскую волость.
1 января 2006 года в соответствии с областным Законом № 64-оз от 24 сентября 2004 года «Об установлении границ и наделении соответствующим статусом муниципального образования Волосовский муниципальный район и муниципальных образований в его составе» образовано Беседское сельское поселение, в его состав вошла территория бывшей Беседской волости и часть территории бывшей Остроговицкой волости.
В мае 2019 года Беседское, Каложицкое и Курское сельские поселения влились в Большеврудское сельское поселение.

## Население
| 2006  | 2010  | 2011  | 2012  | 2013  | 2014  | 2015  |
| ----- | ----- | ----- | ----- | ----- | ----- | ----- |
| 1100  | ↗1314 | →1314 | ↘1302 | ↘1296 | ↗1325 | ↗1331 |
| 2016  | 2017  | 2018  | 2019  |       |       |       |
| ↗1347 | ↗1370 | ↘1350 | ↘1339 |       |       |       |

Самое малонаселённое поселение Волосовского района.

## Населённые пункты
На территории поселения находились 12 населённых пунктов:
| №  | Населённый пункт   | Тип населённого пункта              | Население    |
| -- | ------------------ | ----------------------------------- | ------------ |
| 1  | Беседа             | посёлок, административный центр     | ↘1041 (2017) |
| 2  | Котино             | деревня                             | ↗15 (2017)   |
| 3  | Кряково            | деревня                             | ↗19 (2017)   |
| 4  | Лопец              | деревня                             | ↘0 (2017)    |
| 5  | Морозово           | деревня                             | ↗59 (2017)   |
| 6  | Новое Рагулово     | деревня                             | ↘2 (2017)    |
| 7  | Новые Смолеговицы  | деревня                             | ↗79 (2017)   |
| 8  | Рагулово           | деревня                             | ↘11 (2017)   |
| 9  | Старые Смолеговицы | деревня                             | ↗18 (2017)   |
| 10 | Шуговицы           | деревня                             | ↗41 (2017)   |
| 11 | Ястребино          | деревня                             | ↗64 (2017)   |
| 12 | Ястребино          | посёлок при железнодорожной станции | →0 (2017)    |

Постановлением правительства Российской Федерации от 21 декабря 1999 года № 1408 «О присвоении наименований географическим объектам и переименовании географических объектов в Ленинградской, Московской, Пермской и Тамбовской областях» новой деревне было присвоено наименование Лопец.

## Достопримечательности
- Парк бывшей усадьбы Веймарна в Беседе
- Дом-музей Бориса Вильде в Ястребино
- Курганно-жальничий могильник «Священная Роща» в Беседе
- Разбитая мельница на берегу реки Хревицы в Беседе